# Ceratovacuna uscare
Ceratovacuna uscare är en insektsart. Ceratovacuna uscare ingår i släktet Ceratovacuna och familjen långrörsbladlöss. Inga underarter finns listade i Catalogue of Life.